# Supercoppa spagnola 2025 (calcio femminile)
La Supercoppa spagnola 2025 di calcio femminile è stata la decima edizione della Supercoppa spagnola di calcio femminile, la sesta con la formula a quattro squadre che sostituisce l'originaria a sole due contendenti. Il torneo si è disputato dal 22 al 26 gennaio 2025 allo Stadio municipale di Butarque di Leganés. Il trofeo è stato vinto per la quinta volta, e la quarta consecutiva, dal Barcellona, che in finale ha superato il Real Madrid con il risultato di 5-0.

## Formato
A contendersi il trofeo sono state quattro squadre, formula adottata per la sesta volta dall'edizione 2020 che ha ripreso il trofeo originariamente a due sole squadre disputato per quattro stagioni dal 1997 al 2000. La competizione ha visto la partecipazione delle finaliste della Coppa della Regina 2023-2024 e delle squadre meglio classificate della Primera División 2023-2024 che non si erano già qualificate alla finale di Coppa: nell'ordine Barcellona, Real Sociedad, Real Madrid e Atlético Madrid.
La competizione ha visto svolgersi due gare di semifinale in gara unica nella sede prestabilita, con le vincenti di queste sfide che hanno avuto accesso alla finale che ha assegnato il trofeo, anch'essa in gara unica nella stessa sede. Il Barcellona vincitore della Coppa e Campione di Spagna, ha sfidato l'Atlético Madrid, terzo classificato in Primera División 2023-2024 e, di conseguenza, il Real Madrid, secondo classificato in campionato, si è scontrato con il Real Sociedad, secondo classificato in Coppa. Le sfide si sono disputate rispettivamente il 22 e il 23 gennaio 2025, mentre la finale, tra le vincenti delle semifinali, è stata giocata il 26 gennaio 2025. Non è stata disputata la finale per il 3º e 4º posto.

## Squadre partecipanti
| Squadra         | Qualificazione                                                               | Ultima partecipazione    |
| --------------- | ---------------------------------------------------------------------------- | ------------------------ |
| Barcellona      | Campione di Spagna 2023-2024 e detentrice della Coppa della Regina 2023-2024 | Supercoppa spagnola 2024 |
| Real Sociedad   | Finalista di Coppa della Regina 2023-2024                                    | Supercoppa spagnola 2023 |
| Real Madrid     | 2ª classificata in Primera División 2023-2024                                | Supercoppa spagnola 2024 |
| Atlético Madrid | 3ª classificata in Primera División 2023-2024                                | Supercoppa spagnola 2024 |

## Risultati

### Tabellone
|  | Semifinali      | Semifinali      | Semifinali  |             |            | Finale     | Finale | Finale |  |
|  |                 |                 |             |             |            |            |        |        |  |
|  | Barcellona      | Barcellona      | 3           |             |            |            |        |        |  |
|  | Barcellona      | Barcellona      | 3           |             |            |            |        |        |  |
|  | Atlético Madrid | Atlético Madrid | 0           |             |            |            |        |        |  |
|  | Atlético Madrid | Atlético Madrid | 0           |             | Barcellona | Barcellona | 5      |        |  |
|  |                 |                 |             |             | Barcellona | Barcellona | 5      |        |  |
|  |                 |                 | Real Madrid | Real Madrid | 0          |            |        |        |  |
|  | Real Madrid     | Real Madrid     | Real Madrid | Real Madrid | 0          | 3          |        |        |  |
|  | Real Madrid     | Real Madrid     |             |             |            |            |        |        |  |
|  | Real Sociedad   | Real Sociedad   | 2           |             |            |            |        |        |  |

### Semifinali
| Arbitro: | Eugenia Gil Soriano |

|                            |           |  |
| Pina 44’, 73’ Hansen 90+2’ | Marcatori |  |

| Arbitro: | Planes Terol |

|                                   |           |  |
| Weir 4’ Angeldahl 37’ Caicedo 51’ | Marcatori |  |

### Finale
| Arbitro: | Olatz Rivera Olmedo (Saragozza) |

|                                                       |           |  |
| Hansen 31’ Pajor 37’ (45+4) Guijarro 62’ Putellas 84’ | Marcatori |  |

### Formazioni
| Barcellona | Real Madrid |

| P               | 13 | Cata Coll              |  |         |
| D               | 22 | Ona Batlle             |  | 78’     |
| D               | 2  | Irene Paredes          |  |         |
| D               | 4  | Mapi León              |  |         |
| D               | 16 | Fridolina Rolfö        |  | 65’     |
| C               | 12 | Patricia Guijarro      |  | 85’     |
| C               | 14 | Aitana Bonmatí         |  |         |
| C               | 11 | Alexia Putellas        |  |         |
| A               | 10 | Caroline Graham Hansen |  | 65’     |
| A               | 17 | Ewa Pajor              |  |         |
| A               | 9  | Clàudia Pina           |  | 78’     |
| A disposizione: |    |                        |  |         |
| P               | 1  | Gemma Font             |  |         |
| P               | 25 | Ellie Roebuck          |  |         |
| D               | 5  | Jana Fernández         |  | 78’ 81’ |
| D               | 8  | Marta Torrejón         |  |         |
| C               | 23 | Ingrid Engen           |  |         |
| C               | 18 | Kika Nazareth          |  |         |
| C               | 19 | Vicky López            |  | 78’     |
| C               | 21 | Keira Walsh            |  | 85’     |
| C               | 24 | Esmee Brugts           |  | 65’     |
| C               | 28 | Alba Caño              |  |         |
| A               | 7  | Salma Paralluelo       |  | 65’     |
| Allenatore:     |    |                        |  |         |
| Pere Romeu      |    |                        |  |         |

| P               | 1  | Misa Rodríguez       |  |     |
| D               | 5  | Antônia              |  |     |
| D               | 23 | Maëlle Lakrar        |  |     |
| D               | 14 | María Méndez         |  |     |
| D               | 7  | Olga Carmona         |  |     |
| C               | 18 | Linda Caicedo        |  |     |
| C               | 6  | Sandie Toletti       |  | 36’ |
| C               | 21 | Filippa Angeldahl    |  |     |
| A               | 11 | Alba Redondo         |  | 66’ |
| A               | 10 | Caroline Weir        |  | 66’ |
| A               | 9  | Signe Bruun          |  | 79’ |
| A disposizione: |    |                      |  |     |
| P               | 13 | Mylène Chavas        |  |     |
| P               | 26 | Laia López           |  |     |
| D               | 2  | Oihane Hernández     |  |     |
| D               | 4  | Rocío Gálvez         |  |     |
| D               | 12 | Yasmim               |  |     |
| D               | 15 | Sheila García        |  |     |
| C               | 3  | Teresa Abelleira     |  | 79’ |
| A               | 16 | Caroline Møller      |  |     |
| A               | 19 | Eva Navarro          |  | 66’ |
| A               | 22 | Athenea del Castillo |  | 66’ |
| Allenatore:     |    |                      |  |     |
| Alberto Toril   |    |                      |  |     |

| Assistenti arbitrali: Silvia Fernández Pérez Andrea Peña Peña Quarto ufficiale: Beatriz Cuesta Arribas VAR: Marta Huerta de Aza Assistenti al VAR: Rocío Puente Pino Daniel Trujillo Suárez | Regole dell'incontro: - due tempi regolamentari da 45 minuti ciascuno; - due tempi supplementari da 15 minuti ciascuno in caso di parità; - tiri di rigore in caso di parità; inizialmente cinque per squadra, e a oltranza fino a spareggio in caso di ulteriore parità; - numero massimo di 21 giocatori per squadra a referto (11 in campo e 10 come potenziali sostituti); - cinque sostituzioni permesse; una sesta permessa nei tempi supplementari. |